# Ferreira Gullar

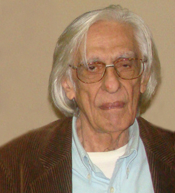
Ferreira Gullar, 2009

Ferreira Gullar, all'anagrafe José Ribamar Ferreira (São Luís, 10 settembre 1930 – Rio de Janeiro, 4 dicembre 2016), è stato uno scrittore, poeta e sceneggiatore brasiliano.

## Biografia
Ferreira Gullar, nome d'arte di José Ribamar Ferreira, fu uno dei più significativi poeti brasiliani contemporanei. Nacque a São Luís, capitale dello Stato del Maranhão, nel Nord-est del Brasile, il 10 settembre 1930. Primo di otto figli, visse l'infanzia ribelle di chi mal sopportava la rigida disciplina delle scuole di allora.
Innamorato di Terezinha, senza amici, si dedicò alla lettura di libri alla Biblioteca Comunale e a scrivere poesie.
Nel 1945 scrisse un testo sul "Giorno del Lavoro" per cui ricevette elogi ma non ottenne il punteggio massimo a causa di gravi errori grammaticali; pertanto iniziò a dedicare una gran parte del tempo allo studio della grammatica.
Si trasferì a Rio de Janeiro nel 1951, lavorando per la Revista do Instituto de Aposentadoria e Pensão do Comércio. Rio divenne spesso sostanza e scenario di molti dei suoi testi, soprattutto negli ultimi libri.
Ebbe la nomina nel 1961 di direttore della Fondazione Culturale di Brasilia. Venne incaricato di dirigere il progetto del Museo di arte popolare e di iniziarne la costruzione. Rimase in carica fino alla fine di ottobre del '61.
Ferreira Gullar pensava che la letteratura fosse un mezzo per incidere sulla realtà. Cercò quindi di captare nella poesia la forza e la vibrazione della vita. Questo impegno per cambiare la società lo portò, nel 1964, ad affiliarsi al Partito Comunista Brasiliano.
In seguito, nel 1968, verrà arrestato insieme a tanti altri intellettuali e artisti, quali Caetano Veloso e Gilberto Gil. Durante gli anni più bui della dittatura brasiliana il poeta si vide anche costretto all'esilio, che durò dal 1971 al 1977, periodo in cui egli vivrà in diversi paesi dell'America Latina, quali Cile, Argentina e Perú.
Scrisse a Buenos Aires una delle sue opere più belle e struggenti, un poema-fiume che erompe dalla solitudine e dal dolore che lo riportano alla terra natale, São Luís, alle strade, alle case, agli amici, al mondo che credeva perduto e che la memoria ricompone in un momento di precarietà della vita.
Ritornato in Brasile nel 1977, ricevette sette anni dopo il titolo di "Cittadino Fluminense”, e nell'Assemblea legislativa di Rio presentò il progetto "Educação e desenvolvimento creativo de transformação sócio-cultural" in apertura del 25º Congresso Mondiale per l'educazione all'arte, tenutosi presso l'Università dello Stato di Rio de Janeiro.
Con la traduzione di Cyrano de Bergerac di Edmond Rostand, pubblicata nel 1985, vinse il premio Moliere.
Nel 1987 pubblicò Barulhos; due anni dopo, i Saggi sulla cultura brasiliana e La questione dell'avanguardia nei paesi in via di sviluppo, nel libro Indagações de hoje
A Estranha vida banal, una collezione di 47 cronache scritte per O Pasquim e Jornal do Brasil, venne pubblicato nel 1990.
Ebbe la nomina di direttore dell'Istituto Brasiliano di Arte e Cultura (IBAC) nel 1992.
Lanciò nel 1993 Argomenti contro la morte dell'arte che provocò polemiche tra gli artisti.
Fu anche attore e collaborò alla sceneggiatura di alcune telenovelas di Rede Globo.
Morì nel 2016.

## Vita privata
Nel 1954 sposò l'attrice Theresa Aragão, con la quale ebbe tre figli, Paulo, Luciana e Marcos; a entrambi i maschi fu diagnosticata la schizofrenia. Rimasto vedovo nel 1994, lo scrittore contrasse poi un secondo matrimonio, con la scrittrice Claudia Ahinsa.

## Pensiero
Tematiche ricorrenti nella sua opera sono la riflessione sulla genesi della poesia e sulla corrosione del tempo che sottomette gli esseri al dolore e alla morte. È un poeta concreto e metafisico, quotidiano ed esistenziale allo stesso tempo. La realtà lo sollecita e questa realtà è la sua materia poetica. Non può concepire la poesia avulsa dal contesto, la parola immateriale, la teoria asettica. Ciononostante, la sua è una parola depurata ed essenziale, contraria ad ogni retorica, come lo è l'uomo e l'intellettuale. L'arte è un'esperienza estetica ed al poeta sono richieste, oltre che sensibilità, esperienza e maturità interiore, elaborazione e dominio del linguaggio. Gullar plasma il linguaggio, lo rende vivo, agile e flessibile, capace di metamorfosi, capace di incorporare i ritmi e i registri più diversi, dal sublime al quotidiano e popolare.
Ferreira Gullar afferma di non aver mai scritto in quasi sessant'anni di attività poetica un verso che non avesse sentito come assolutamente necessario. Forse proprio questa sua carica di vitalità e schiettezza, nonché la qualità estetica della sua opera, hanno fatto di lui uno dei poeti brasiliani contemporanei più amati e letti, anche dai più giovani. Egli non si nega, non si sottrae alla vita e agli uomini del suo tempo: spigoloso e contundente, partecipa con generosità a conferenze e incontri in tutto il paese in cui ribadisce che la poesia è una forma di resistenza, sempre più necessaria, contro la massificazione che cancella le identità e riduce l'uomo a merce in questa società del consumo.

## Premi
Ha vinto il concorso di poesia promosso dal Journal of Arts con il suo poema "O Galo" nel 1950. I premi Molière, Saci e "Teatro di altri" nel 1966 con "Se correr o bicho pega, se ficar o bicho come", che è considerato un capolavoro del teatro brasiliano moderno.
Nel 2002 è stato indicato da nove insegnanti provenienti da USA, Brasile e Portogallo come candidato al Premio Nobel per la letteratura. Nel 2007, il suo libro "Resmungos" ha vinto il Premio Jabuti di miglior libro di fiction dell'anno.

## Opere

### Poesie
- Um pouco acima do chão, 1949
- A luta corporal, 1954
- Poemas, 1958
- João Boa-Morte, cabra marcado para morrer (cordel), 1962
- Quem matou Aparecida? (cordel), 1962
- A luta corporal e novos poemas, 1966
- História de um valente,1966
- Por você por mim, 1968
- Dentro da noite veloz, 1975
- Poema sujo,1976
- Na vertigem do dia, 1980
- Crime na flora ou Ordem e progresso, 1986
- Barulhos, 1987
- O formigueiro, 1991
- Muitas vozes, 1999

### Antologie
- Antologia poética, 1977
- Toda poesia, 1980
- Ferreira Gullar - seleção de Beth Brait, 1981
- Os melhores poemas de Ferreira Gullar - seleção de Alfredo Bosi, 1983
- Poemas escolhidos, 1989

### Racconti
- Gamação,1996
- Cidade inventadas,1997

### Teatro
- Um rubi no umbigo, 1979

### Cronache
- A Estranha Vida Banal,1989
- O Menino e o Arco-Íris,2001

### Saggi
- Teoria do não-objeto, 1959
- Cultura posta em questão, 1965
- Vanguarda e subdesenvolvimento, 1969
- Augusto do Anjos ou Vida e morte nordestina, 1977
- Tentativa de compreensão: arte concreta, arte neoconcreta - Uma contribuição brasileira, 1977
- Uma luz no chão, 1978
- Sobre arte, 1983
- Etapas da arte contemporânea: do cubismo à arte neoconcreta, 1985
- Indagações de hoje, 1989
- Argumentação contra a morte da arte, 1993
- O Grupo Frente e a reação neoconcreta, 1998
- Cultura posta em questão/Vanguarda e subdesenvolvimento, 2002
- Rembrandt, 2002
- Relâmpagos, 2003

### TV
- Potere - 1986 (Rede Globo) - collaboratore
- Araponga - 1990/1991 (Rede Globo) - collaboratore
- Dona Flor e Seus Dois Maridos - 1998 (Rede Globo) - collaboratore
- Irmãos Coragem - 1995 (Rede Globo) - collaboratore